# Edarling
eDarling es uno de los principales sitio de encuentros en Europa y de acuerdo con datos de Nielsen, es el portal de matchmaking más visitado en España seguido por Meeticaffinity y Be2. Con sede en la ciudad de Berlín en Alemania, el sitio es gestionado por Affinitas GmbH y financiado principalmente por Rocket Internet GmbH y eHarmony.

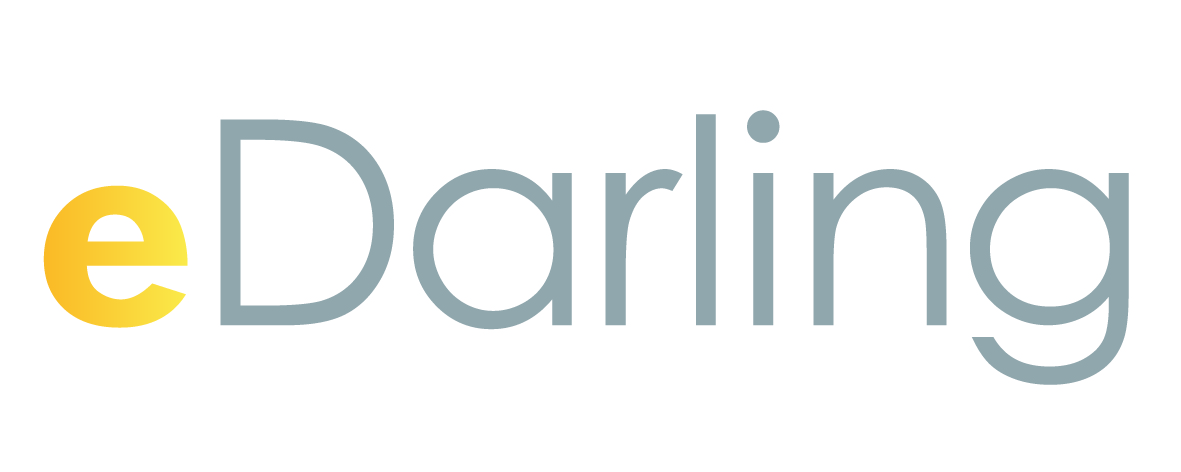
Logo blanco eDarling

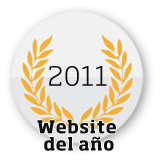
Website of the year in Spain 2011

## Historia de la empresa
eDarling comenzó como un proyecto de inversión de Rocket Internet GmbH, en el que participan  los hermanos Alexander, Marc y Oliver Samwer, fundadores de Zalando (comprada por eBay) y Jamba. eDarling fue fundada por Christian Vollmann (fundador de ilove y MyVideo), Kai Rieke, Lukas Brosseder y David Khalil. En febrero de 2010, eHarmony, uno de los sitios de búsqueda de pareja en Internet más importantes en los Estados Unidos, adquirió el 30% de eDarling, convirtiéndose en uno de los inversores más importantes de la empresa.
La empresa nació en Alemania en 2008 y se expandió rápidamente en Europa y parte del resto del mundo, sirviendo de modelo para muchos otros países
1. Abril 2009: Lanzamiento de eDarling Alemania
2. Septiembre 2009: Lanzamiento de eDarling Francia
3. October 2009: Lanzamiento de eDarling Austria
4. November 2009: Lanzamiento de eDarling Suiza
5. Diciembre 2009: Lanzamiento de eDarling España
6. Marzo 2010: Lanzamiento de eDarling Polonia
7. Mayo 2010: Lanzamiento de eDarling Países Bajos
8. Mayo 2010: Lanzamiento de eDarling Suecia
9. Julio 2010: Lanzamiento de eDarling Italia
10. Enero 2011: Lanzamiento de eDarling Rusia y Turquía
11. Julio 2012: Lanzamiento de eDarling Noruega y República Checa
12. 2013: eDarling llega a Bélgica y Eslovaquia y lanza una segunda marca Elite Rencontre en Francia
13. 2013: Affinitas GmbH, empresa gestora de eDarling, recompra las acciones de eHarmony, lo que le permite lanzarse al mercado anglosajón con la marca Elite Singles en Reino Unido e Irlanda
14. 2014: eDarling expande su marca Elite Singles a Australia, Canadá, Nueva Zelanda y Sudáfrica

## Metodología
El servicio de matchmaking que eDarling ofrece se basa en el modelo de los cinco grandes y toma en cuenta datos demográficos, preferencias personales así como el perfil psicológico del usuario. Affinitas GmbH y eHarmony tienen un acuerdo de colaboración por el cual esta última es responsable del análisis de los resultados del test de compatibilidad y las sugerencias de parejas.

### Base científica del test
El Dr. Neil Clark Warren, fundador de eHarmony, en colaboración con el Dr. Galen Buckwalter, llevaron a cabo una minuciosa investigación demostrando que la compatibilidad entre las personas es la base para formar una relación sentimental plena. Determinaron los 29 factores de la personalidad (contexto familiar, la educación, los valores, creencias, temperamento emocional, etc) que influyen en una relación de pareja satisfactoria y los tradujeron en el Test científico de Compatibilidad (20 – 30 minutos, 280 preguntas).

## Perfil de los usuarios
Según datos de Alexa.com el 69% de los usuarios de eDarling se encuentran en España y es un sitio que atrae en su mayoría a personas que poseen estudios de posgrado. Los visitantes del sitio son en su mayoría mujeres sin hijos con un rango medio de edad entre los 35 y 55 años, así como mayores de 65 años.

## Servicios Adicionales
Además de los servicios de matchmaking, que consiste en recibir sugerencias de pareja y tener acceso a perfiles de dichos usuarios, este sitio pone a disposición del público en general una sección de consejos en relación con temas de relación de pareja, psicología, sexualidad y familia.
A este respecto eDarling cuenta con un equipo de investigación compuesto por la Dr. Wiebke Neberich y el Dr. Jochen Gebauer que coopera y es consultor del sitio web, además del “Centro de Investigación del yo y la identidad” (Centre for Research on Self and Identity) de la Universidad de Southampton. Este equipo de investigación se encarga de publicar investigaciones y estudios científicos para el blog de eDarling.
El sitio web, como la mayoría de los sitios de encuentros, cuentan con un servicio de atención a cliente que puede ser contactado telefónicamente, por correo electrónico o vía chat.
También es posible realizar el test de personalidad y acceder a los resultados (propios y de otros usuarios) de forma gratuita.
La cuenta premium(de pago) ofrecida por eDarling consiste básicamente en tener comunicación ilimitada con otros usuarios así como poder ver sus fotos. Las cuentas premium se pueden contratar por periodos de 1, 3, 6 y 12 meses; siendo mayor el plazo menor el precio del servicio.

## Protección de la información
La protección de los datos personales de sus usuarios se lleva a cabo en conformidad con las normas y estándares europeos de protección de datos personales estipulados por la Comisión Europea.
Debido al acuerdo de colaboración que tiene con Affinitas GmbH, eHarmony se ha comprometido a cumplir con las normas y estándares antes mencionados para asegurar la protección de los datos de los usuarios europeos.

## Sellos de Calidad y premios
Los sitios de eDarling cuentan con diferentes sellos de calidad en línea. Estos sellos pueden verse en la página principal de los diferentes países; en España por ejemplo el sitio cuenta con el sello de calidad de internet que otorga IQUA.
La página web de eDarling España también ha sido galardonada con los premios Website del año.
En el 2011 fue la ganadora en calidad de Mejor website y en el 2012 en calidad de página web más popular.
En 2012 también recibieron el premio de Best Customer Experience Award gracias a la calidad del servicio al cliente mencionado anteriormente y a la excelencia en la experiencia del usuario.

## Campaña publicitaria con parejas reales
En un intento por desmentir algunos de los prejuicios existentes sobre la búsqueda de pareja en internet, eDarling lanzó en 2011 una campaña publicitaria utilizando sólo personas reales que hacen uso de este sitio.
La campaña la conforman 21 parejas de 4 países (Francia, España, Alemania, Austria) que se han conocido tras haber utilizado el sitio, más 4 solteros españoles que utilizan los servicios del sitio web para encontrar una relación seria.

## Críticas del sitio
Entre las críticas más frecuentes que el sitio recibe en foros de opinión y sitios web donde se comparan sitios de encuentros, se pueden encontrar las siguientes:
Aspectos positivos:
- la verificación manual de los perfiles, que permite asegurar una calidad en los perfiles
- el test de compatibilidad, basado en el Matchmaking,[13] que sigue los principios de eHarmony

Aspectos negativos:
- que no se puedan utilizar gratuitamente todas las funciones de la página.[14]
- que no se pueda saber qué usuarios son Premium o no a la hora de comunicarse con ellos.
- que las cuotas se renueven automáticamente.
- que muchos usuarios no suben fotos a la plataforma.